# Stylops subcircularis
Stylops subcircularis  (лат.) — вид веерокрылых насекомых рода Stylops из семейства Stylopidae. Япония (Хонсю, Нагано, Якусима, Кагосима, Кюсю).
Длина цефалоторакса 1,20 мм, максимальная ширина 1,19 мм; интермандибулярное расстояние 0,16 мм. Характеризуется овальной формой цефалоторакса и его усечённой вершиной, а также неровными внешними краями мандибул. 
Паразиты пчёл видов Andrena (Mitsukuriella) japonica и Andrena (Mitsukuriella) fukaii (Andrena, Andrenidae). Близок к виду Stylops circularis, обнаруженному на пчёлах Andrena (Gymnandrena) sasakii. 
Вид был впервые описан в 1990 году японскими энтомологами Тэйдзи Кифунэ (Kifune Teiji; Department of Parasitology, School of Medicine, Университет Фукуоки, Фукуока) и Ясуо Маэтой (Maeta Yasuo; Division of Environmental Biology, Faculty of Agriculture, Университет Симанэ, Япония).
В одной из новых работ по роду Stylops  в ходе анализа ДНК авторами (Straka et al., 2015) рассматривается в качестве предположительного синонима вида ?=Stylops yamatonis Kifune & Hirashima, 1985 (в статусе «Supposed new junior subjective synonym», что на 2018 год не подтверждено соответствующими профильными базами данных, например, Eol.org и Strepsiptera database).